# Wiroid

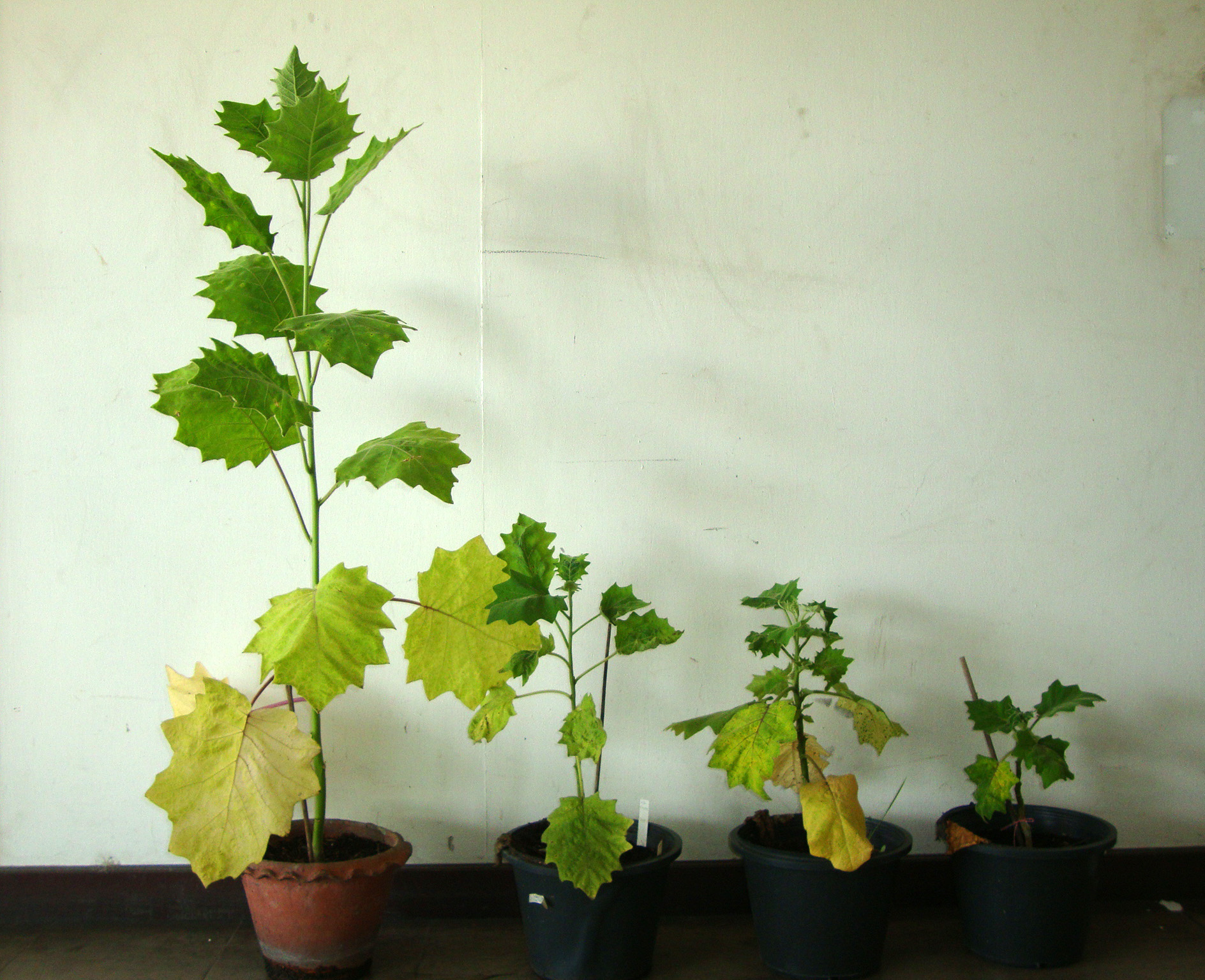
Objawy obecności utajonego wiroidu na roślinie bolo maka (Solanum stramonifolium Jacq.)

Wiroid – najmniejszy znany czynnik zakaźny roślin, zbudowany z RNA bez otoczki białkowej. Ma zdolność do autonomicznej samoreplikacji po wniknięciu do komórki gospodarzowej. Podobnie jak wirus, nie ma budowy komórkowej, a poza gospodarzem nie przejawia funkcji życiowych.

## Opis
Wiroidy są zbudowane wyłącznie z kwasu nukleinowego (RNA), bez otoczki białkowej. Cząsteczki RNA wiroidów są jednoniciowe, zamknięte i zbudowane z 246–434 nukleotydów, jednak występują w nich fragmenty dwuniciowe powstałe wskutek łączenia się komplementarnych nukleotydów jednej nici. Genomy wiroidów nie kodują białek, a do namnażania wykorzystują systemy enzymatyczne gospodarza. Obecne w komórce gospodarzu czynniki, zaangażowane w cykl życiowy wiroidów, muszą reagować bezpośrednio z genomowym RNA.
Wiroidy są przyczyną między innymi wrzecionowatości bulwy ziemniaka i smugowatości liści lucerny.